# Asclepiòdot d'Heraclea
Asclepiòdot (en grec antic: Ἀσκληπιόδοτος, llatí: Asclepiodotus) fou un general macedoni que va actuar com a comandant dels mercenaris gals a l'exèrcit de Perseu de Macedònia a la Tercera Guerra Macedònica. Era natural d'Heraclea Síntica.